# Історія Бердянська

## Передісторія
Є археологічні свідчення, що ще в далекій давнині на територія сучасного Бердянська жили люди. Так, на околиці сучасного міста, в урочищах Солодкий Лиман та Близький Шпиль, були виявлені і досліджені залишки двох поселень епохи неоліту і ранньої бронзи (3 тисячоліття до н. е.). Найбільш ранні письмові відомості про дану місцевість датуються V століттям до н. е.. Територія сучасного Північного Приазов'я описана Страбоном, Плінієм Старшим і Геродотом. У різний час ця територія мала назви: Агрія («надлишкова», «багата»), Дике поле, Берди («багата»). В VI ст. до н. е. на територію Бердянська, як і на територію Подніпров'я прийшли арійські племена — скіфи. Про це свідчить ряд знахідок скіфської доби на території Бердянська. Це, наприклад, курганні поховання скіфських царів і вельмож, які дають нам уявлення про багатство скіфів, які проживали на цій території. Найвизначнішим похованням є поховання скіфського царя Атея. Раніше вчені говорили, що він похований в кургані Чортомлик, але археологи Бердянського краєзнавчого музею довели, що він похований саме в Бердянському кургані.

Петровська фортеця

Біля гирла Берди, в 70-х роках XVIII століття, була побудована Петровська фортеця для захисту від кримських татар. Правобережжя Берди стало російським у 1783 році, після захоплення Кримського ханства Російською імперією. Наприкінці XVIII століття місцевість нинішнього розташування Бердянська почала інтенсивно заселятися. У 1784 році була утворена Таврійська область, у 1802 році перетворена на Таврійську губернію. Землі нинішнього міста належали до Мелітопольського повіту.
Заселяючи край вихідцями з центральної Росії, царський уряд приваблював іноземних поселенців, перш за все німців з Багема, Баварії. Їм роздавали землі і звільняли від податків на 30 років. Таким чином, на початок XIX століття територія краю була заселена кріпосними селянами поміщицьких угідь, державними селянами, німецькими колоністами і ногайцями. Найбільше число поселень мали ногайці. Поступово вони стали переходити до більш осілого способу життя, стали займатися хліборобством, торгівлею, досягли певних успіхів і потребували в заснування міста, ринку збуту.
Крім того, на початку XIX століття економічні інтереси Російської імперії зажадали будівництва порту на узбережжі Азовського моря для експорту пшениці за кордон з Приазов'я та Лівобережжя України.

## Заснування міста
Спочатку за проектом де-Мезона в 1817 році місце для міста було вибрано на річці Обитічній. Граф Рішельє в цьому ж році вирішив тут будувати пристань. Будівництво почалося в гирлі річки Обитічної, де і виникло місто Ногайськ (нині Приморськ). Проте незабаром з'ясувалося, що для порту це місце було обрано вкрай невдало.

Пам'ятник Критському в Бердянську

В 1824 році граф М. С. Воронцов, новий генерал-губернатор, доручив адміралу О. Грейгу спорядити експедицію на чолі з капітаном другого рангу Критським і геодезистом Манганарі, які повинні були відшукати зручне місце для спорудження пристані на Північному Приазов'ї. У сиру, холодну, вітряну осінь 1824 року Критський виконав дане йому доручення і в рапорті М. С. Воронцову написав:

Бердянська коса перевершує неймовірно своєю перевагою Обиітічну, і на ній ви можете завести пристань і порт, який хіба Севастополю поступиться …

3 листопада 1827 року був оформлений акт про відмежування землі для причалу та міста (цей день вважається датою заснування міста). У цьому ж році на березі затоки була споруджена пристань, зросло невелике селище під назвою Кутур-Огли, що поклало початок майбутньому місту.
У очевидній вигоді вибору місця для Бердянського порту переконався і імператор Микола I, особисто відвідавши Приазов'я 20—21 жовтня 1828 року, прямуючи з Маріуполя до Криму.

## Російська імперія
1 липня 1830 року пройшла офіційна церемонія відкриття пристані. Поселення отримало назву Ново-Ногайськ і 1835 року отримало статус міста. 1835 року завершено будівництво порту. Для збільшення безпеки судноплавства, 1838 року було побудовано Нижній Бердянський маяк. Населення міста 1838 року становило 3 200 жителів.
1 січня 1841 року спеціальним указом царя Миколи I місто було перейменовано в Бердянськ.
1842 року Бердянськ став центром Бердянського повіту. У місті відкрили міську і повітову поштові станції. Відкрилася парафіяльна школа. 17 листопада 1844 року, був затверджений перший герб Бердянська та Бердянського повіту

Герб 1844 року

За даними 1848 року, в місті працювало 6 парових млинів, 3 маслоробні, макаронна і галетна фабрики, 15 рибообробних підприємств, салотопний і свічковий, 15 цегельних і 7 черепичних заводів. У Бердянську йшла жвава торгівля, яку вели 200 зернових магазинів-складів, 70 купецьких крамниць. Діяли також 2 готелі, 2 трактири, 15 винних погребів, 3 кав'ярні і казино. Щорічно проводилися три великі ярмарки.
Місто розвивалося і росло, хоча на перших порах забудова його велася безсистемно і хаотично. У середмісті зводилися особняки знаті, купців, священиків, службові приміщення. На околицях виникали бердянські слобідки: Матроська, Німецька, Солдатська (відоміша як Ліски), Собача балка, Гаврилівка, Ближні і Дальні Макорти та інші.

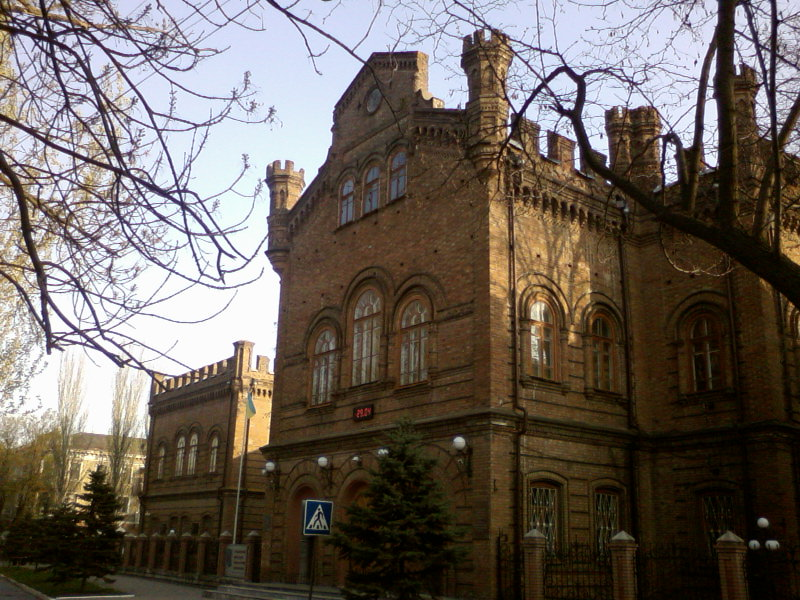
Будівля чоловічої класичної гімназії

10 квітня 1862 року царем Олександром II за сприяння міського голови М. С. Кобозєва був затверджений план повітового міста Бердянська, складений проектувальниками Одеси. За планом вулиці були прямі, що йдуть в напрямку моря. Це планування збереглася до наших днів у центральній частині міста. Заборонялося будувати будинки вище другого поверху. Місто прикрашали: Зимовий театр, будівля міської управи (ратуші), готель «Брістоль» (нині Будинок культури заводу «Південгідромаш»), чоловіча класична гімназія (нині головний корпус педагогічного інституту), Вознесенський собор, Лютеранська церква та інші.
У 1864—1865 роках з'явився телеграф. 24 березня 1868 року для захисту суден у порту від штормів був побудований хвилеріз.
Одне за одним виникали в Бердянську торгові консульства Греції, Англії, Італії, Іспанії, Австро-Угорщини, Франції, Данії та інших держав.

Градоначальник П. П. Шмідт

У 1876 році на посаду градоначальника та начальника порту був призначений учасник Севастопольської оборони, контр-адмірал П. П. Шмідт — батько легендарного «червоного адмірала» Петра Шмідта, який очолив у 1905 році революційне повстання на крейсері «Очаків». Людина прогресивних поглядів, контр-адмірал П. П. Шмідт багато зробив для розвитку порту і міста.
Біля керма міської влади близько 20 років стояв М. С. Кобозєв. У XIX столітті ці обов'язки також гідно виконували І. Ф. Матіас, І. Ф. Геммерле, В. І. Сахань, К. П. Константинов, К. С. Аргіропул, І. Д. Деметріадіс, В. Е. Гаєвський, В. І. Анопов та інші, відомі на той час люди.
У другій половині століття в місті з'явилися невеликі промислові підприємства, відкрилися банки. У всій Європі був відомий завод Д. Гріевза з виробництва жниварок. Заводи сільгоспмашин відкрили Шредер і Матіас. З'явилися канатно-шпагатно фабрика Венца і Янцена, свічковий-восковий завод Сельстрема, ковбасна фабрика Ліцмена, пивоварний завод Феттер, макаронна фабрика Клавдіна, друкарня Едігера. Італійці побудували міську електростанцію. Перетворення Бердянська в портово-промислове і торгово-купецьке місто, зусилля демократично налаштованих кіл супроводжувалися значними змінами в його зовнішності. На цей час в місті виходили дві щоденні газети, працювали три бібліотеки, чотири книгарні, водопровід, було освітлення. У 1899 році, після багатьох бюрократичних труднощів і тяганини, Бердянськ отримав залізничне сполучення зі станцією Чаплине.
Перед ХХ століттям населення міста, згідно з переписом 1897 року налічувалося 26,5 тисячі душ обох статей — майже порівну чоловіків і жінок. У місті було близько десяти православних храмів, дві єврейські синагоги і одна караїмська кенаса, чоловіча і жіноча гімназії, морехідні класи, міське училище і інше, а також кілька кредитних установ. Крім обширної вивізного торгівлі, головним предметом якої було зерно і менше борошно, Бердянськ вівдосить велику і внутрішню торгівлю, будучи при цьому значним розподільних ринком одержуваних товарів для вельми широкої округи.

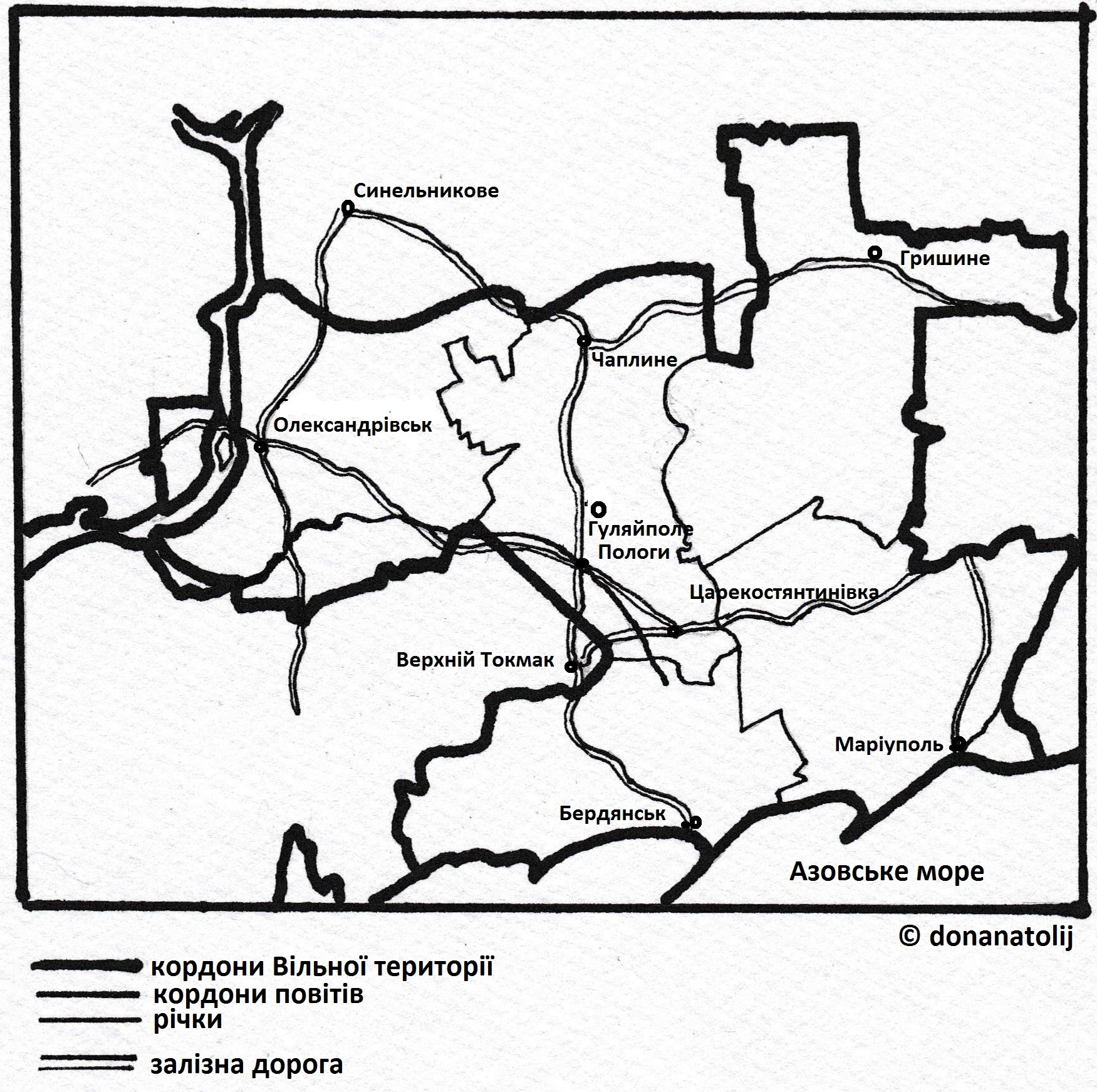
Вільна територія зі слів Віктора Білаша. "Центр Махно, — це Гуляйпільський повіт, а махновщини — Гуляйпільський, Гришинський, Маріупольський, Олександрівський і Бердянський повіти "

У 1902 році почалася телефонізація міста — були встановлені перші телефони. Побудована франко-бельгійським акціонерним товариством електростанція забезпечувала електроенергією будинків в центральній частині міста. Протягом 1904—1905 років в порту проводять днопоглиблювальні роботи, був проритий судноплавний канал для того щоб в порт змогли прибувати судна з більшою осадкою і отже вантажопідйомністю. У 1905 році почало працювати реальне училище.

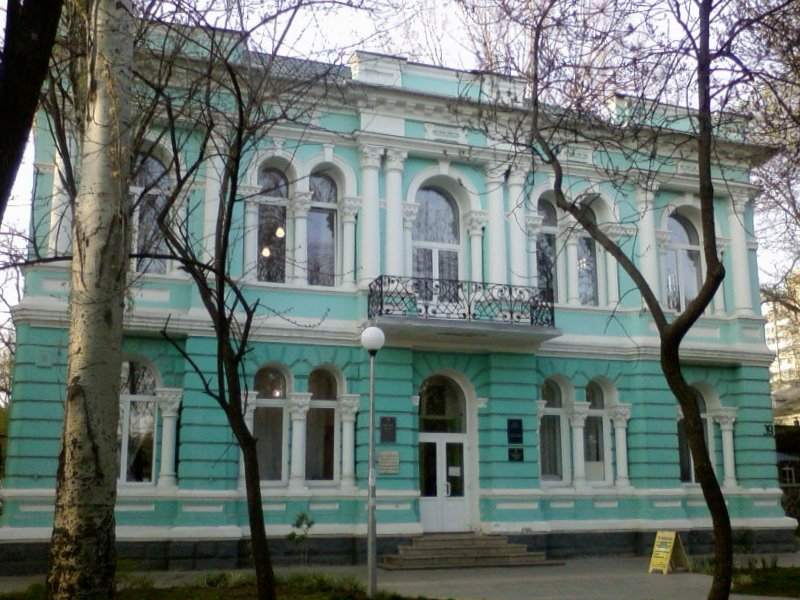
Будинок купця Єзрубільського в Бердянську. Початок 20 століття. В 1930-х роках санаторій радянських військових льотчиків

У 1913 році в місті проживало 35 тисяч чоловік, тут було 20 шкіл, діяли три клуби, міський театр, бібліотека, три ілюзіони.

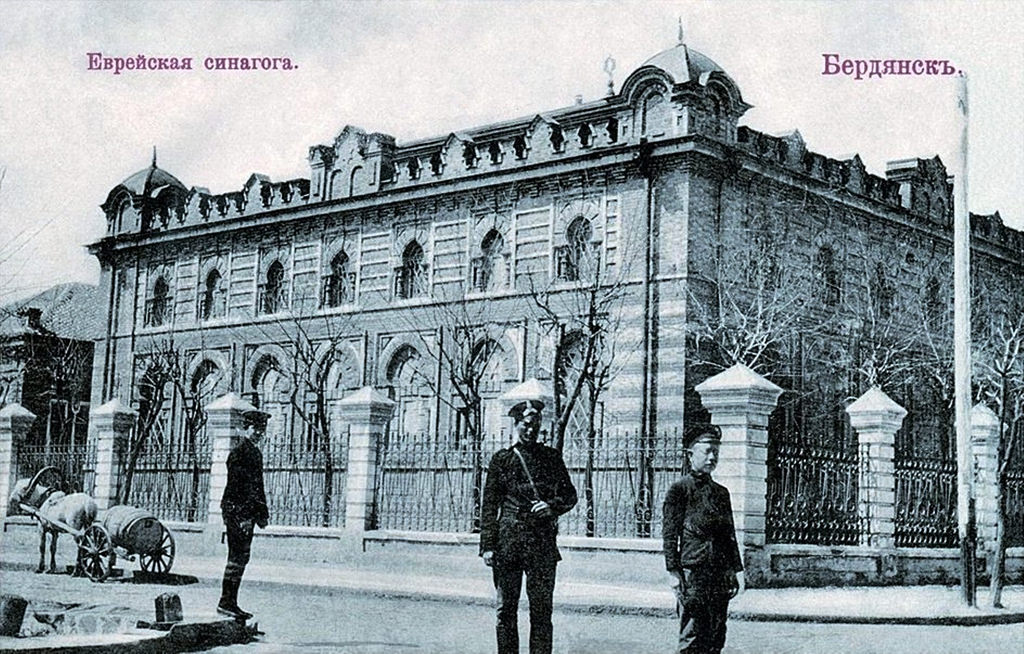
Єврейська синагога

## Українська революція
У 1917 році акціонерне товариство «Матіас» почало будувати в Бердянську аеропланний завод. Щорічне відвідування суднами морського порту склало 350—360 суден. З початком Української революції та Першої радянсько-української війни, у грудні 1917 року місто зайняли більшовики, проти яких у квітні 1918 року вибухнуло повстання. Протягом наступних трьох років місто перебувало послідовно під владою Центральної Ради, гетьмана, більшовиків, денікінського уряду та знову більшовиків. За результатами перших українських визвольних змагань остаточно опиняється під радянською окупацією.

## Радянський період

### Ранній СРСР
У 1924 році Первомайський завод (колишній Гріевза) почав випускати сільськогосподарські машини.
У 1925 році почали працювати педагогічний та механічний технікуми. У 1930 році були побудовані і прийняли своїх перших відвідувачів краєзнавчий та художній музеї. У 1933 році відкрили педагогічний інститут. У 1937 році вступила в дію міська електростанція. Крекінг-завод видав свою першу продукцію — автомобільний бензин і мазут.
З 1939 по 1958 рік місто називається Осипенко на честь Героїні Радянського Союзу, льотчиці Осипенко Поліни Денисівни.
Станом на 1940 рік в Бердянську діяли 20 санаторіїв і будинків відпочинку, працювали 12 клубів, 7 кінотеатрів, 4 парки. В місті мешкало 55 тисяч чоловік.

### Друга Світова війна

пам'ятник на проспекті Леніна

Протягом Другої світової війни, 7 жовтня 1941 року почалася окупація Бердянська німецькими військами. Німці вивезли на каторжні роботи до Німеччини 11 500 мешканців міста. Було закатовано і розстріляно понад 6 тисяч городян.
17 вересня 1943 місто було звільнене від німців. З тих пір щорічно 17 вересня в місті святкується День визволення Бердянська. В пам'ять про дні окупації на проспекті Леніна встановлено пам'ятник.

### Післявоєнні роки
У 1948 році було розпочато будівництво кабельного заводу «Азовкабель» який у 1950 році видав першу продукцію. У 1958 році в Бердянську став до ладу завод скловолокна, оснащений новітньою технікою того часу. У 1963 році для вирішення проблеми водопостачання міста, на річці Берді створено водосховище. У 1971 році був побудований великий винокомбінат. У 1973 році була розпочата газифікація Бердянська — до міста підведена лінія природного газу.
У 1977 році проведено урочисте святкування 150-річчя міста. Був побудований універмаг на 150 робочих місць. У 1978 році на північній околиці міста в селі Нововасилівка був розкопаний Бердянський курган. Це був один з небагатьох уцілілих донині скіфських царських курганів, вік якого датується серединою IV століття до н. е..
У 1986 році було розпочато будівництво Бердянського водоводу, призначеного для подачі в місто дніпровської води. У 1993 році в Бердянську відкрито Азовський регіональний інститут управління.
Станом на 1976 рік у місті мешкало 117 тисяч осіб, у 1989 році — 133 тисячі.

## Незалежна Україна

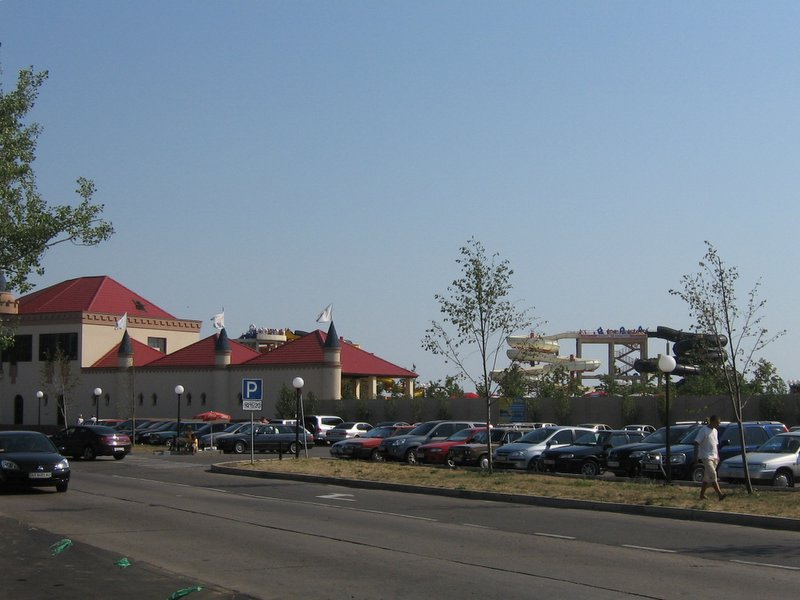
Бердянський аквапарк

### Кінець XX— початок XXI століття
У червні 2002 року в місті почала функціонувати муніципальна міліція.
1 вересня 2004 року було завершено 18-літнє будівництво 175-кілометрового Бердянського водоводу від Каховського магістрального каналу Р-9 (що йде від річки Дніпро) до Бердянська — у міста з'явилося джерело водопостачання, задовольняє вимогам, що пред'являються до питної води.
11 січня 2005 року Верховна Рада України присвоїла місту статус курорту державного значення.
1 червня 2006 року на початку Бердянської коси було відкрито найбільший в Україні аквапарк — перше масштабне будівництво нового об'єкта туристичної інфраструктури в місті з початку 90-х років XX століття.
25 січня робоча група з декомунізації проголосувала за нові назви бердянських вулиць та інших топонімів [Архівовано 19 вересня 2016 у Wayback Machine.]
29 січня 2015 року у місті на знак підтримки розпочатого в країні процесу декомунізації патріотично налаштовані громадяни повалили пам'ятник більшовицькому ватажкові Леніну.

### Російсько-українська війна
Під час російського вторгнення в Україну 2022 року війська країни-агресора ввійшли в Бердянськ 27 лютого, але зустріли мітинг місцевих жителів. Під тиском містян окупанти відвели свою техніку з центру міста й лишили на всіх установах українські прапори. 24 березня ударом українських сил було потоплено російський десантний корабель «Саратов».
19 квітня 2022 року окупанти призначили «заступником мера» місцевого двірника, який працював у КП «БердянськЕкоТранс».. Тож у Бердянську росіяни створили фейкову «нову владу» з двірників та вантажників. Жоден керівник бюджетної установи чи комунального підприємства у Бердянську не перейшов на бік окупантів, тому вони вирішили створити «мерію» із слюсарів, прибиральників та інших робітничих професій.